# استقلال هنگ کنگ
استقلال هنگ کنگ (انگلیسی: Hong Kong independence) حرکت طرفداران هنگ کنگ برای تبدیل شدن به یک منطقه مقتدر مستقل است. هنگ کنگ منطقه ویژه اداری (چین) که درجه خودمختاری بالایی از چین دارد. از زمان انتقال حاکمیت هنگ کنگ از بریتانیا به چین در سال ۱۹۹۷ بسیاری از هنگ کنگی‌ها به‌طور فزاینده دربارهٔ دست اندازی‌های رو به رشد پکن به آزادی‌های سرزمینی و شکست دولت هنگ کنگ در رسیدن به دموکراسی واقعی اظهار نگرانی کرده‌اند.